# 莫斯科航空学院

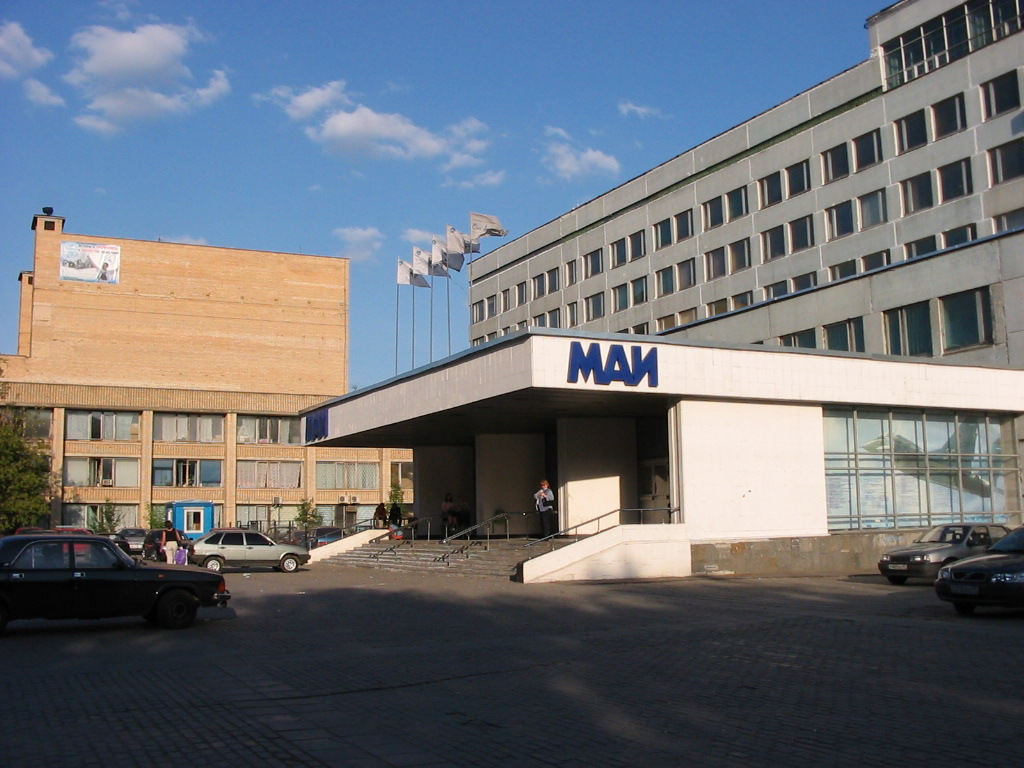
莫斯科航空学院

莫斯科航空学院（俄语：Московский авиационный институт）是莫斯科几个主要的工程高等教育机构之一，成立于1930年。

## 历史
自成立以来，莫斯科航空学院一直引领并推动俄罗斯乃至全球航空航天技术的发展。该大学专门针对航空航天业的需求，注重应用科学和工程领域的实验室教学。二战期间，大学一部被转移到哈萨克斯坦阿拉木图，其教职员和学生在整个战争期间深入参与了战时研究和生产。战后，大学在喷气式飞机的时代扩展并吸收新技术。展开研究并引领了太空时代。
莫斯科航空学院师生中包含了超过160000名专家和250位航空航天业首席设计师、50名俄罗斯科学院院士、22名宇航员、100名试飞员，并在不同项目中产生了60个奥运冠军。
该学院校友构成了许多俄罗斯航空公司人员的主力，其中包括苏霍伊航空集团、俄羅斯米格航空器集團、伊留申航空集團、图波列夫公司、雅克列夫、别里耶夫設計局、米亚西舍夫试验设计局、米尔莫斯科直升机工厂、科罗廖夫能源火箭航天集团、拉沃奇金設計局、马克耶夫火箭设计局、赫鲁尼切夫国家航天科研生产中心、动力机械科研生产联合体、金刚石-安泰等。
2021年4月22日，莫斯科市法院根据《俄罗斯刑法》第275条和第189条，以非法出口和走私可用来制造大规模杀伤性武器的材料、技术、技术信息、设备，以及对此提供服务和叛国罪判处莫斯科航空学院助理教授、火箭发动机专家阿列克谢·根纳季耶维奇·沃罗比耶夫（俄语：Алексей Генна́диевич Воробьев）20年徒刑和1百万卢布的罚款。沃罗比耶夫于2019年2月15日由梅夏涅区法院下达逮捕令被捕，据报道被捕原因是他“与包括中华人民共和国在内的境外势力有着非常广泛和稳固的联系”。